# 伊藤秀二
伊藤 秀二（いとう しゅうじ、1957年2月25日 - ）は日本の実業家。カルビーシニアアドバイザー。日本スナック・シリアルフーズ協会会長。福島県飯野町（現福島市）出身。

## 略歴

### 学歴・職歴
- 1974年3月 - 福島県立福島高等学校卒業
- 1979年3月 - 法政大学経営学部卒業
- 1979年4月 - カルビー株式会社入社
- 1999年7月 - 同社関東事業部長
- 2001年6月 - 同社執行役員東日本カンパニーCOO
- 2002年3月 - 同社執行役員消費者部門担当
- 2002年12月 - 同社執行役員CRMグループ担当
- 2004年6月 - 同社取締役執行役員じゃがりこカンパニーCOO
- 2005年6月 - 同社取締役常務執行役員
- 2009年6月 - カルビー株式会社代表取締役社長兼COO
- 2012年6月　- 日本スナック・シリアルフーズ協会会長
- 2018年6月 - カルビー株式会社代表取締役社長兼CEO
- 2023年6月 - カルビー株式会社相談役
- 2024年6月 -  東北電力取締役
- 2025年4月 - カルビー株式会社シニアアドバイザー
- 2025年7月-  ヤマハ株式会社取締役

### 受賞
- 2022年9月 - 食品産業功労賞受賞[1]

## 参考
- カルビー株式会社 - ニュースリリース